# Музей и центр хомуса народов мира
Музей и центр хомуса народов мира — музей и центр хомуса (варгана). Рассказывает об истории происхождения хомуса, и о варганах разных стран мира. Расположен в Якутске.

## Создание и история
Музей хомуса был основан 30 ноября 1990 года. Создатель музея Иван Егорович Алексеев (Хомус Уйбаан), доктор филологических наук, профессор Северо-Восточного Федерального университета им. М. К. Аммосова, академик Российской академии естественных наук, заслуженный работник культуры РС (Я), неутомимый пропагандист хомусной музыки с мировым именем, чья коллекция хомусов послужила основой фонда музея. Первым директором был назначен К. Д. Уткин, известный ученый, философ.
Международный Центр хомусной (варганной) музыки с Музеем хомуса народов мира был создан по рекомендации II Международного конгресса «Хомус: традиции и современность» Постановлением Совета Министров Якутской АССР от 19 декабря 1991 г. № 612. Президентом был назначен Алексеев И. Е.
В музее представлены коллекции Фредерика Крейна, американского варгановеда, профессора, Готовцева Иннокентия Никитича, народного мастера РС (Я), мастеров-изготовителей республики «Амынньыкы мичээрэ», Брунцева В. А., Бескровного А. На сегодняшний день в музейной коллекции собрано 1613 хомусов (варганов, трумп, маультроммелей, джюс харп, бамборо и др.) из 52 стран мира. А, в целом, хомус распространен более чем в 200 народностей мира.

### О хомусе
Многие народы мира имеют свои хомусы и считают варган своим народным инструментом. Хомус (варган) — считается одним из наиболее древних и распространенных музыкальных инструментов. По предположению американского музыковеда Фредерика Крейна, варган зародился 5 тысяч лет тому назад. Ныне насчитывается более 162 разновидностей этого инструмента.

## Фонды музея
Основной фонд музея составляет больше 9000 единиц хранения. С 1993 г. музей является членом Международного Совета музеев «ICOM» и имеет № 1984-РУ в каталоге уникальных музыкальных музеев мира. С 1992 года были созданы Национальные центры хомуса в Кыргызстане, Казахстане, США, Франции, Австрии, Японии, Германии, Швейцарии, Норвегии, Венгрии, Англии, Италии, Великобритании и Аргентине. Созданы общественные филиалы в Башкортостане, Алтае, Тыве и в Москве.

### Экспозиции
Богатые собрания, хранящиеся в музее, представлены в четырёх залах.
В экспозиции первого зала посетители знакомятся с этапами изготовления хомуса, с традиционной технологией выплавки стали, генеалогией якутских кузнецов, с хомусами известных мастеров-изготовителей: Гоголева С. И. — Амынньыкы Уус, Бурцева Н. П., Захарова И. Ф. — Кылыадьы Уус, Мальцева К. К., с историей возрождения исполнительского мастерства игры на якутском хомусе, с музыкальной деятельностью Л. Н. Турнина, великого хомусиста, с творческой деятельностью основателя Музея хомуса Алексеева И. Е. — Хомус Уйбаан. Здесь представлены старинные якутские хомусы 18-19 вв. Также в первом зале работают новые выставки работ народного мастера И. Н. Готовцева-Хоһуун Уус и работы мастеров-изготовителей хомуса, участников Международного интерактивного конкурса «Амынньыкы мичээрэ» («Признание Амынньыкы»), посвященного 100-летию известного мастера-изготовителя якутского хомуса С. И. Гоголева-Амынньыкы Уус. Посетителей всегда удивляет миниатюрный, гигантский, традиционные хомусы, изготовленные мастерами Александром Даниловым, Николаем Потаповым, Иваном Христофоровым, композиционные работы именитых мастеров — Иннокентия Готовцева, Ревория Чемчоева, Германа Бурцева, Дмитрия Попова, Петра Осипова, Романа Готовцева, Ивана Павлова, Николая Гоголева, Михаила Мальцева, Прокопия Быгынанова, Ньургустана Уварова, Эдуарда Тарабукина, Ивана Неустроева, Василия Уарова, Кирилла Петрова и т д.
Во втором зале представлены хомусы народов мира, разнообразные и удивительные по своей форме и звучанию. Здесь хранятся хомусы из бамбука, дерева, кости, железа, комбинированные хомусы. У каждого народа имеется варган со своим неповторимым названием: английский, американский «джюс-харп», немецкий и австрийский «маультроммель», французский «гимбард», норвежский «муннхарп», китайский «кучин», русский «варган», японский «коукин», казахский «шанкобыз», африканский «бамборо», и т. д. Каждый музыкальный инструмент — ценнейший экспонат, который представляет разнообразие культур во всем мире.
Интересна коллекция Шишигина Спиридона Спиридоновича, виртуоза-хомусиста мира, директора Покровской средней школы РС (Я). На выставке представлены 42 разнообразных хомуса: с необычных по форме папуасских бамбуковых до казахских нотированных варганов, которые рассказывают о культуре своего народа.
В третьем экспозиционном зале представлена коллекция Фредерика Крейна, подаренная в декабре 2009 г. На V Международном конгрессе варганной музыки в Амстердаме, он заявил, что «безвозмездно дарит свою коллекцию Республике Саха (Якутия), которая обеспечивает государственный подход к этому инструменту». Свою коллекцию он начал собирать с 1961 года. Самые старинные варганы в его коллекции относятся к XIV веку. В коллекции В. А. Брунцева «Музыкальные инструменты народов мира» числятся музыкальные инструменты разных народов и богатая литература по музыкальным инструментам.
Экспозиция, рассказывающая об установлении Рекорда Гиннеса по одновременной игре на хомусе представлена в третьем зале. В 2011 году в VII Международном конгрессе — фестивале хомусной (варганной) музыки «Хомус (trump) в культурном пространстве мира», который проходил в Якутске был установлен Рекорд Гиннеса. В нём участвовали 1344 человека.
Космический хомус, изготовленный мастером Р. Г. Чемчоевым-Чөмчөө Уус, занимает самое почетное место и считается достоянием музея. 21 декабря 2011 года якутский хомус стартовал на космическом корабле «Союз — ТМА 03 М» и провел в космосе 192 суток, 18 часов, 58 минут, 37 секунд, совершив 2988 витков вокруг Земли с дальностью полета 126,6 млн.км. Командиром корабля был Олег Дмитриевич Кононенко, Герой России, летчик-космонавт. В октябре 2013 г. дубликат этого хомуса был подарен Мемориальному музею космонавтики г. Москвы.
Музей и Центр хомуса ведет многоплановую работу по возрождению и популяризации хомусной музыки, кузнечного ремесла и сохранению традиционной музыкальной культуры народа саха.

### Развитие
Музей и Центр хомуса народов мира претворяет в жизнь совместные проекты не только внутри республики и страны, но и за рубежом. Были проведены Международные конгрессы-фестивали варганной (хомусной) музыки: I конгресс — г. Айова-Сити, США; 1984, II конгресс — г. Якутск, Якутия, 1988; III конгресс — г. Мольн, Австрия, 1998; IV конгресс — Норвегия, 2002; V конгресс — Голландия, 2006; VI конгресс — Кешкемет, Венгрия, 2010; VII конгресс — Якутия, г. Якутск, 2011; VIII конгресс — Германия, 2015.

### Комментарии
1. ↑  Выбранное родовое имя.